# Mistrzostwa Polski w Boksie 1974
45. Mistrzostwa Polski w boksie mężczyzn odbyły się w dniach 24–31 marca 1974 roku w Gdańsku.

## Medaliści
| Kategoria                         | Złoto                                   | Srebro                                      | Brąz                                                                           |
| waga papierowa (do 48 kg)         | Henryk Średnicki (GKS Katowice)         | Janusz Misiak (Lublinianka)                 | Stanisław Chrzanowski (Broń Radom) Stanisław Niebudek (Gwardia Warszawa)       |
| waga musza (do 51 kg)             | Leszek Borkowski (Gwardia Łódź)         | Ryszard Czerwiński (Stal-Stocznia Szczecin) | Jan Górny (Legia Warszawa) Jan Stec (Victoria Wałbrzych)                       |
| waga kogucia (do 54 kg)           | Leszek Kosedowski (Stoczniowiec Gdańsk) | Ryszard Jagielski (Górnik Pszów)            | Krzysztof Madej (Carbo Gliwice) Mieczysław Massier (Miedź Legnica)             |
| waga piórkowa (do 57 kg)          | Jan Kokoszka (Stal Rzeszów)             | Roman Gotfryd (Stal Stalowa Wola)           | Roman Januszewski (Zawisza Bydgoszcz) Zbigniew Wypych (Wybrzeże Gdańsk)        |
| waga lekka (do 60 kg)             | Bogdan Gajda (Górnik Pszów)             | Jacek Wąsowicz (Gwardia Wrocław)            | Ryszard Budny (Victoria Wałbrzych) Henryk Świderski (Stoczniowiec Gdańsk)      |
| waga lekkopółśrednia (do 63,5 kg) | Jan Szczepański (Legia Warszawa)        | Bogdan Jakubowski (Olimpia Poznań)          | Grzegorz Bohosiewicz (Wisła Kraków) Jan Kwacz (Stoczniowiec Gdańsk)            |
| waga półśrednia (do 67 kg)        | Jerzy Rybicki (Gwardia Warszawa)        | Zbigniew Kicka (Górnik Pszów)               | Krzysztof Frąszczak (Stoczniowiec Gdańsk) Kazimierz Lewandowski (Wisła Kraków) |
| waga lekkośrednia (do 71 kg)      | Wiesław Rudkowski (Legia Warszawa)      | Edmund Montewski (Gwardia Warszawa)         | Eugeniusz Baca (Walka Makoszowy) Zbigniew Zakrzewski (Wybrzeże Gdańsk)         |
| waga średnia (do 75 kg)           | Stanisław Jastrzębski (Gwardia Wrocław) | Czesław Bielecki (Błękitni Kielce)          | Marek Guzielak (Olimpia Poznań) Edmund Hebel (Wybrzeże Gdańsk)                 |
| waga półciężka (do 81 kg)         | Janusz Gortat (Legia Warszawa)          | Jacek Kucharczyk (Gwardia Warszawa)         | Wiesław Adamski (Start Elbląg) Tadeusz Wajgelt (Sokół Piła)                    |
| waga ciężka (powyżej 81 kg)       | Andrzej Biegalski (Górnik Pszów)        | Jerzy Skoczek (Gwardia Warszawa)            | Janusz Gerlecki (Stoczniowiec Gdańsk) Lucjan Trela (Stal Stalowa Wola)         |